# 미야자키 국제대학교
미야자키 국제대학교(宮崎国際大学, Miyazaki International College)는 일본 미야자키현에 위치한 4년제 사립대학이다. 약칭은 미야자키 국제대, 미야자키 국제대학, 국제대, 또는 MIC(엠아이씨)라고 한다. 미야자키 국제대학교는 미야자키 학원 산하로 글로벌 인재육성을 위하여 1994년에 설립되었다. 개교할 당시에는 자유과 교육 기반의 1개 단과대학(리버럴 아츠 칼리지)으로 시작하였기 때문에 연구중심의 석박사학위과정이 설치되어 있지 않아 유니버시티(University) 대신에 칼리지(College)라는 명칭을 가지게 되었다. 1994년 미야자키 국제대학교 비교문화학부가 개설되었고 2006년 국제교양학부로 개칭되었다. 2014년에는 미야자키 국제대학교 교육학부가 추가되어, 현재는 총 2개 학부로 구성된 소수인원제 수업중심의 대학교이다. 2015년에는 일본 문부과학성이 일본 내 선진적 대학교육을 실행하고 있는 대학을 지원할 목적으로 시작한 대학개혁프로젝트 대학교육재생가속화프로그램에 미야자키 국제대학교를 선정하였다. 선정과정에 있어서 미야자키 국제대학교의 특징인 리버럴 아츠 (Liberal Arts) 교육, 비판적 사고 (Critical Thinking) 배양, 능동적 학습 (Active Learning) 중심, 소수인원제 수업, 교원 1인당 적은 학생수 등이 큰 역할을 하였다.
미야자키 국제대학교는 영어에 기반한 리버럴 아츠 교육을 원천으로 하여 글로벌 사회에 사는 세대에게 자국문화에 축을 둔 다문화공생사회구축 개념을 함양시키고 글로벌 사회의 여러 과제를 해결하는데 있어 비판적 사고 배양와 세계 공통 언어로서의 영어 습득을 중시하는 커리큘럼을 제공하고 있다.

## 연혁
- 1939년 - 학교법인 미야자키 학원 창립
- 1994년 - 미야자키 국제대학교 설립 (비교문화학부 비교문화학과 개설)
- 1999년 - 교원양성과정 (중학교・고등학교교유1종면허장 : 영어) 설치
- 2006년 - 비교문화학부를 국제교양학부로 개칭
- 2014년 - 교육학부 아동교육학과 개설
- 2015년 - 일본 문부과학성 대학교육재생가속화프로그램에 선정

## 학부・학과

### 국제교양학부
일본에서는 영어 기반의 리버럴 아츠 교육을 제공하는 학부의 명칭을 국제교양학부라 붙이고 있다. 미야자키 국제대학교 (국제교양학부 SILA 2006년 개칭) 뿐만이 아니라, 와세다 대학 (국제교양학부 SILS 2004년 개설), 조치 대학 (국제교양학부 FLA 2006년 재편), 호세이 대학 (국제교양학부 GIS 2008년 개설), 아키타 국제대학 (2004년 학교 설립) 등에도 국제교양학부가 있다. 미야자키 국제대학교 국제교양학부의 경우, 외국인교원 비율이 약 75%로 일본 1위이며 외국인교원 한명당 학생수 또한 일본 1위로 약 15명이다. 미야자키 국제대학교 국제교양학부는 1994년 개설 당시부터 본디 일본인을 국제인으로 양성하기 위해 만들어진 학부였기 때문에 과거 외국인학생모집에 적극적이지 않았다. 그러나 외국인학생모집을 위한 사무소를 대한민국에 설치하여 2018년부터 쿼터제로 한국 및 아시아 지역에서 학생을 모집하고 있다. 현재는 재학생 중 일본국적보유 학생이 약 90% 이상이기 때문에 외국인 유학생에게 있어 미야자키 국제대학교 국제교양학부는 일본문화교류나 일본어학습의 측면에서도 최적의 장소라 할 수 있다.

#### 비교문화학과
신입학 정원을 100명으로 고정하여 소수인원제 수업이 가능토록하였으며 이를 바탕으로 학생들을 위한 우수한 학업지원시스템이 갖추어져 있다. 학업지원시스템으로는 어드바이저 제도 (학생 멘토 교수 지정), 어드바이저 어시스턴트 제도 (학생 멘토 선배 지정), 임상심리전문가 상담 제도 (심리적 안정화 도모), 학업증진제도 (교수와의 1:1 수업, 소수 세미나수업 추가개설, 영어보충강좌 개설 등), 취업 & 대학원 진학을 위한 여러 강좌 및 워크숍 개설 등이 있다.

##### 입학전형
현재 미야자키 국제대학교는 외국인 학생 선발을 위하여 해외지정교(협정고등학교)의 학교장추천전형과 일반면접전형을 실시하고 있다. 두 전형 모두 학생의 학업적 동기부여상태, 인격, 장래계획서 등을 크게 반영하는 미국식 입학사정관제와 비슷한 성격을 띠고 있다. 학교장추천전형과 일반면접전형 수험자는 2~3명의 교수들로 구성된 면접관들 앞에서 면접시험을 보게 된다. 일본내 거주자의 경우 정해진 시험일에 미야자키 국제대학교에서, 일본외 거주자는 미야자키 국제대학교 한국사무소 지정장소에서 온라인(스카이프 등을 이용한 면접) 혹은 오프라인(MIC 교수들이 방한하여 면접)으로 시험을 치르고, 합격여부는 약 일주일 후에 발표된다. 학교 건학이념인 "예절・근로" 그리고 학교 원칙인 "리버럴 아츠에 기반을 둔 고등교육을 통해 국제사회에 공헌하는 인재를 육성한다" (학칙 제1조 1항)에 따라 학생선발에 있어서 영어나 일본어의 유창함보다는 잠재력이나 가능성을 중시하기 때문에 원서제출시 작성하는 지원동기서의 충실한 내용과 면접시험에서의 적극적인 태도가 크게 반영된다.

##### 1학년
입학과 동시에 TOEIC시험, 비판적 사고력 검사, 학교 자체 영어시험 등을 통하여 학생들의 영어능력과 사고력을 측정한다. 영어수업은 측정된 영어능력에 따라서 레벨별로 나뉘어 소수인원제 수업을 하게 된다. 영어수준이 월등한 학생들은 이들을 위해 특별히 개설된 수업들을 수강하게 되며 세미나 형식의 상급과정(Advanced Course)을 밟게 된다.
전공수업의 경우, 영어레벨과 상관없이 수강하기 때문에 전공교수와 원어민교원이 함께 수업하는 팀 티칭(Team Teaching)이라는 시스템을 통하여 전공교수는 전공지식을 가르치고 원어민 교원은 영어라는 언어적 측면에서 서포트하여 학생들이 영어로 진행되는 수업을 잘 따라오도록 도와주게 된다. 1학년 전공수업은 대부분 개론수업이고 학생들은 자신들이 듣고 싶은 전공수업들을 자율전공처럼 자유롭게 수강할 수 있다.
영어, 일본어, 전공지식 등을 같이 공부해야 하기 때문에 1학년때부터 2학년 때까지는 공강이 거의 전무하다. 유학생의 경우 유학생을 위한 일본어수업이나 일본문화 관련 수업을 이수하여야 하며, 일본국적 학생의 경우는 일본인을 위한 일본어수업과 일본문화 관련 수업 이수가 졸업요건에 포함되어 있다. 영어 및 일본어와 전공지식이 1~2학년 때 제대로 갖추어져야 하기 때문에 국제교양학부에서는 1~2학년 학생들에게 학업을 지속하기 어려운 경제적 어려움이 없는 한 아르바이트보다는 학업에 정진할 것을 권장하고 있다. 경제적 형편이 힘든 1~2학년 학생들의 경우, 캠퍼스 내에 학업과 연장선에 있는 도서관사서, 영어과외, 학교행정업무보조, 공인영어시험감독관 등의 아르바이트도 있기 때문에 이를 활용할 수 있다. 캠퍼스 밖에서 아르바이트를 하는 경우에는 학교에 사전통지를 해야 한다.

##### 2학년
2학년으로 진급하기 위해서는 학교에서 요구하는 일정 TOEIC점수를 만족시켜야 한다. 만족시키지 못할 시 유급제도에 의해서 1학년에 머무르게 된다. 1년 동안 영어로 수업을 수강하고 영어가 많이 뒤쳐지는 소수학생들을 구제하기 위해 학부장 권한으로 보충강좌가 개설되기 때문에 요구점수에 미달되는 경우는 극히 드물다.
2학년 봄학기에는 2학년 가을학기의 해외연수를 대비하기 위해 '영미권사회의 문화', '사회문제연구', '현대일본예술' 등 일본문화 및 앵글로색슨문화에 대한 이해를 증진시키는 전공수업들을 수강하게 된다.
2학년 가을학기 해외연수 프로그램으로는
- 영미권 중심 메인프로그램 : 5개국, 15개 대학, 약 4개월

미국 - 소노마 주립 대학교, 산호세 주립 대학교, 캘리포니아 주립 대학교, 애리조나 주립 대학교, 샌디에고 주립 대학교
캐나다 - 사이먼 프레이저 대학교, 톰슨 리버스 대학교, 빅토리아 대학교 (캐나다), 더 프레이저 밸리 대학교, 뉴브런즈윅 대학교
영국 - 캔터베리 크라이스트 처치 대학교
호주 - 뉴캐슬 대학교 (오스트레일리아), 울런공 대학교
뉴질랜드 - 와이카토 대학교, 오타고 대학교
- 하이브리드 프로그램 : 2개국, 2개 대학, MIC캠퍼스 학생연수 약 2개월 + 해외연수 약 2개월

미국 - 소노마 주립 대학교
캐나다 - 빅토리아 대학교 (캐나다)
- 아시아 프로그램 : 2개국, 3개 대학, 약 4개월

한국 - 숙명여자대학교, 영남대학교
홍콩 - 센테니얼대학교
중화 타이베이 - 징이대학교
등이 있다.

##### 3학년
3학년이 되면 인문학 전공, 사회과학 전공, 영어영문학 전공 이렇게 3가지 분야 중에서 하나를 선택하여 그 안에서 배우고 싶은 학문분야를 위주로 수강하게 된다.

##### 4학년
졸업을 위해서는
1. (신입생의 경우) 4년간 재적
2. 124단위 이상 이수
3. 학점 4.5점 만점 중 1.5점 이상
4. 일정 공인영어시험점수 이상 (공인영어시험 수험 횟수 최소 8회)
5. 졸업논문 통과 (영문 작성)

이 다섯 가지 요건을 만족시켜야 한다. 재학생들이 가장 힘들어하는 요건은 단연 '졸업논문 통과'이다.

### 교육학부
교육학부는 영유아 및 초등학생을 위한 일본인교원양성을 위해 개설되었다. 중고등학교 일본인교원양성 과정은 국제교양학부 내에 설치되어 있다.
교육학부에서 취득 가능한 교원자격증으로는
- 소학교교유1종면허장 (초등학교)
- 유치원교유1종면허장
- 보육사

가 있다.
국제교양학부에서 취득 가능한 교원자격증으로는
- 중학교교유1종면허장 (영어)
- 고등학교교유1종면허장 (영어)
- 소학교교유2종면허장 (교육학부와의 연계로 취득 가능)

이 있다.

#### 아동교육학과
영유아 및 초등학생을 위한 일본인교원양성 과정의 학과이다.

## 장학금
모든 외국인 입학생은 유학생 장학금 혜택으로 4년간 수업료를 20% 감면 받는다. 그러나, 일정 성적 기준을 재학기간 내내 맞추어야 한다.

## 학점교류 협정체결대학

### 대한민국
- 서울시립대학교
- 숙명여자대학교
- 영남대학교
- 우석대학교

### 홍콩
- 센테니얼대학교 (Centennial College)

### 중화 타이베이(중화민국)
- 징이대학교 (Providence University)

## 학교장추천전형 협정체결기관

### 대한민국
- 한성고등학교
- 라온고등학교
- 남강고등학교